# Der Boß (1985)
Der Boß (Hold-Up) ist eine kanadisch-französische Gaunerkomödie des Regisseurs Alexandre Arcady aus dem Jahr 1985. Der Film basiert auf dem 1981 erstmals veröffentlichten Roman Quick change von Jay Cronley.

## Handlung
Grimm, der von seinen Gangsterkollegen ehrfürchtig der „Boss“ genannt wird, hat eine verrückte Idee: Verkleidet als Clown dringt er in die größte Bank Montreals ein und nimmt die Bankangestellten und Kunden als Geiseln. Daraufhin wird das Gebäude von der Polizei umstellt, und der ältliche, leicht überfordert wirkende Polizeichef Lefevre erklärt, dass er den Clown schnell fassen werde. Grimm erweist sich jedoch als genialer Taktiker; er lässt als Geste des guten Willens eine vermeintlich schwangere Frau, einen weinerlichen Mann und einen älteren Herrn frei. Als Lefevre die Bank stürmen lässt, findet er nur die gefangenen Geiseln, vom Clown und den erbeuteten 2,3 Millionen Dollar fehlt jede Spur. Die Polizei ahnt nicht, dass die „schwangere“ Lise, die an ihrem Bauch die Beute heraustrug, und auch der weinerliche Mann Komplizen des Clowns waren und dass der ältere Herr in Wirklichkeit der Clown selbst war. Nachdem sie die Bank verlassen haben, versuchen die drei, so schnell wie möglich zum Flughafen zu kommen, und geraten dabei in haarsträubende Abenteuer. So verlieren sie ihr Auto, rasen irrtümlich in eine andere Bank, bestechen einen Taxifahrer, bis sie schließlich am Flughafen landen.

## Kritiken
„Dieses Belmondo-Starvehikel ist mit seiner Mischung aus viel Handlung, wenig Gerede und einfallsreichen Gags akzeptabel; das war nicht immer so.“

„Eine der cleversten Belmondo-Komödien.“

„Komödiantisch angelegter Kriminalfilm, der nur im ersten Drittel überzeugend wirkt und ansonsten mit sattsam bekannten Versatzstücken des Genres aufwartet. Ganz auf Jean-Paul Belmondo abgestimmte Unterhaltung.“

## Hintergründe
Gedreht wurde in Kanada und Italien und zwar in den Städten Montreal und Rom.
Der Nachname des Polizeichefs lautet in der Originalfassung Labrosse und nicht Lefevre wie in der deutschen Synchronisation.
Im Jahr 1990 drehte Bill Murray zusammen mit Howard Franklin (Co-Regie) eine Neuverfilmung von Der Boß. In dem Film mit dem Titel Ein verrückt genialer Coup spielte Bill Murray die Rolle des Clowns, während Geena Davis in die Rolle der „schwangeren“ Komplizin schlüpfte.